# Морган, Джон Хартман
Джон Хартман Морган (англ. John Hartman Morgan, чаще англ. J. H. Morgan; 20 марта 1876 — 8 апреля 1955) — британский юрист, специализировавшийся на конституционном праве и проблемах военных преступлений; бригадир, сотрудник военной части британской делегации на Парижской мирной конференции (1919) и британский член Комиссии по военнопленным; работал в Межсоюзнической военной контрольной комиссии в Берлине с 1919 по 1923 год — писал о попытках Веймарской республики создать армию вопреки условиям Версальского договора. Профессор конституционного права Лондонского университетского колледжа (1915—1941), редактор юридической части 14-го издания Британской энциклопедии.

## Работы
- The House of Lords and the Constitution. London: Methuen & Co. (1910).
- The New Irish Constitution. London: Hodder and Stoughton. (1912).
- The German War Book. Translated by Morgan, J. H. 1915.
- War, its Conduct and Legal Results. London: John Murray. (1915).
- Germany’s Dishonoured Army. The Parliamentary Recruiting Committee. (1915).
- Leaves from a Field Note-Book. London: Macmillan. (1916).
- Gentlemen at Arms. London: W. Heinemann. (1918).
- The Present State of Germany: A Lecture Delivered in the University of London on November 20th, 1923. London: University of London. (1924).
- An Appreciation and Some Reminiscences. London: John Murray. (1924).
- Remedies Against the Crown. (1925).
- Assize of Arms: The Disarmament of Germany and her Rearmament (1919—1939). London: Methuen & Co. (1945).
- The Great Assize: An Examination of the Law of the Nuremberg Trials. London: John Murray. (1948).